# Bahnhof Hoogeveen
Der Bahnhof Hoogeveen ist ein Durchgangsbahnhof in der niederländischen Gemeinde Hoogeveen in der Provinz Drenthe. Er befindet sich an der Bahnstrecke Meppel–Groningen und ist Halt von Intercity-Zügen.

## Geschichte
Der Bahnhof wurde am 1. Mai 1870 eröffnet. Das ursprüngliche 1868 nach Plänen von Karel Hendrik van Brederode errichtete Empfangsgebäude wurde 1984 abgerissen und im gleichen Jahr durch einen Neubau von Cees Douma ersetzt.

## Zugverbindungen
In Hoogeveen halten die folgenden Züge:
| Serie | Zuggattung | Verlauf                                                                                         | Betreiber |
| ----- | ---------- | ----------------------------------------------------------------------------------------------- | --------- |
| 8100  | Sprinter   | Zwolle – Meppel – Hoogeveen – Assen – Groningen                                                 | NS        |
| 12600 | Intercity  | Amsterdam Centraal – Almere Centrum – Lelystad Centrum – Zwolle – Hoogeveen – Assen – Groningen | NS        |

Sowohl für den Fahrplan 2010 als auch den von 2011 planten die Nederlandse Spoorwegen (NS), die Fahrzeit des Intercitys nach Groningen durch Entfall der Halte in Meppel, Hoogeveen, Beilen und Haren zu verkürzen. Dafür sollte der Nahverkehrszug nach Groningen häufiger fahren. Nach Protesten des Gemeinderats, der Provinz Drenthe, der Verbraucherorganisation Locov und Zweiten Kammer gegen die Änderung haben die NS beschlossen, den Plan nicht zu realisieren. Nach Eröffnung der Hanzelijn 2012 setzte die NS das Vorhaben doch in die Tat um. Der Sprinter zwischen Zwolle und Groningen wurde auf ein Halbstundentakt verdichtet, die Anzahl der IC-Halte dafür auf vier pro Tag reduziert.